# Euscyrtus sigmoidalis
Euscyrtus sigmoidalis är en insektsart som beskrevs av Henri Saussure 1877. Euscyrtus sigmoidalis ingår i släktet Euscyrtus och familjen syrsor. Inga underarter finns listade i Catalogue of Life.